# Henry Chapier
Pour les articles homonymes, voir Shapiro.
Henry Chapier, né sous le nom de Henri Shapiro le 14 novembre 1931 à Bucarest (Roumanie) et mort le 26 janvier 2019 dans le 12e arrondissement de Paris, est un journaliste, critique de cinéma, animateur d'émission de télévision et réalisateur français de longs métrages.
Il est notamment connu pour avoir créé et présenté l'émission d'interview de personnalités Le Divan sur FR3 (puis France 3) de 1987 à 1994.

## Biographie

### Famille et jeunesse
Fils de Jules Shapiro dit Chapier, avocat international français et de Mariette Thal, actrice autrichienne d'origine juive devenue interprète-traductrice, Henry Chapier naît à Bucarest sous le nom de Henri Julien Shapiro. Il est contraint par le régime communiste roumain de quitter le pays occupé par l'Union soviétique en 1947, à la suite du décret d'expulsion frappant les Français.

### Études
Après des études au lycée français de Bucarest, il entre à la Sorbonne, où il obtient une licence ès lettres, et à l'Institut des hautes études d'interprétariat à Paris. Il a un diplôme d'études supérieures de littérature comparée et d'interprétariat.
Henry Chapier est hyperpolyglotte : il sait parler sept langues.

### Carrière
De 1957 à 1959, il est professeur de lettres au lycée de Suresnes puis au lycée Arago à Paris, mais a déjà fait à cette époque ses « premières armes de journaliste dans plusieurs hebdomadaires et revues, obtenant même le prix du meilleur pigiste de l'année, décerné par un jury de professionnels ».
En 1958, il commence une carrière de critique cinématographique en collaborant à l'hebdomadaire Arts avec François Truffaut et Dominique Jamet. Pigiste à L'Express, il remporte le prix du meilleur journaliste débutant en 1959. Cette année-là, il entre à Combat, dont il devient le rédacteur en chef des pages Culture ; il est notamment le critique cinéma du journal jusqu'en 1974.
Sa notoriété débute en 1968 lors de la campagne contre le renvoi de Henri Langlois de la Cinémathèque française : il ouvre alors les colonnes du journal pendant trois mois à des cinéastes du monde entier, jusqu'à la réintégration de Henri Langlois. Il obtient en outre pour son premier film Sex Power la Coquille d'argent au Festival international du film de Saint-Sébastien de 1970, dont le jury est présidé par Fritz Lang.
En avril 1974, Philippe Tesson crée Le Quotidien de Paris et demande à Henry Chapier d'assumer la rédaction en chef des pages Culture. Par la suite, il continuera d'y tenir une rubrique de critique de cinéma.
De 1974 à 1978, il est chef du département des films d'essai au Centre national du cinéma.
En 1978, il fonde l'association Paris-Audiovisuel avec Jean-Luc Monterosso, Marcel Landowski et Francis Balagna. La même année, il intègre FR3 en 1978 comme éditorialiste de l'actualité culturelle et cinématographique. En 1981, il fait partie des trois rédacteurs en chef du Soir 3 et s'impose également comme le spécialiste du cinéma de la chaîne.
En 1987, le journaliste affable à la voix nasillarde, aux allures de dandy, cheveux en broussaille et lunettes d'écaille, crée et présente l'émission Le Divan, diffusée en deuxième partie de soirée sur FR3. Au total, il y interviewe plus de trois cents personnalités de tous horizons, leur arrachant « d’intimes confessions ». En 1988, il est membre du jury de la caméra d'or au Festival de Cannes.
En 1992, il apparaît dans les spots publicitaires télévisés pour la marque Volkswagen (« vous rentrez à pied, Chapier ? »).
En 1994, l'émission Le Divan s'arrête et Chapier quitte France 3 pour se consacrer avec Jean-Luc Monterosso à la Maison européenne de la photographie (MEP), qu'il a cofondée (proposition de la création de la MEP au maire de Paris Jacques Chirac en 1988). Chapier en devient le président en 1996.
En 1996, Jean-François Bizot lui propose de rejoindre l'équipe des chroniqueurs de Radio Nova pour une émission intitulée Signé Chapier. La même année, il est membre du jury au Festival de Cannes présidé par Francis Ford Coppola.
De 1996 à décembre 2017, il préside la Maison européenne de la photographie.
En 2015, Chapier donne son accord pour la reprise du Divan par Marc-Olivier Fogiel. Si le concept reste le même, l'émission est plus longue et se déroule en présence du public.

### Vie privée

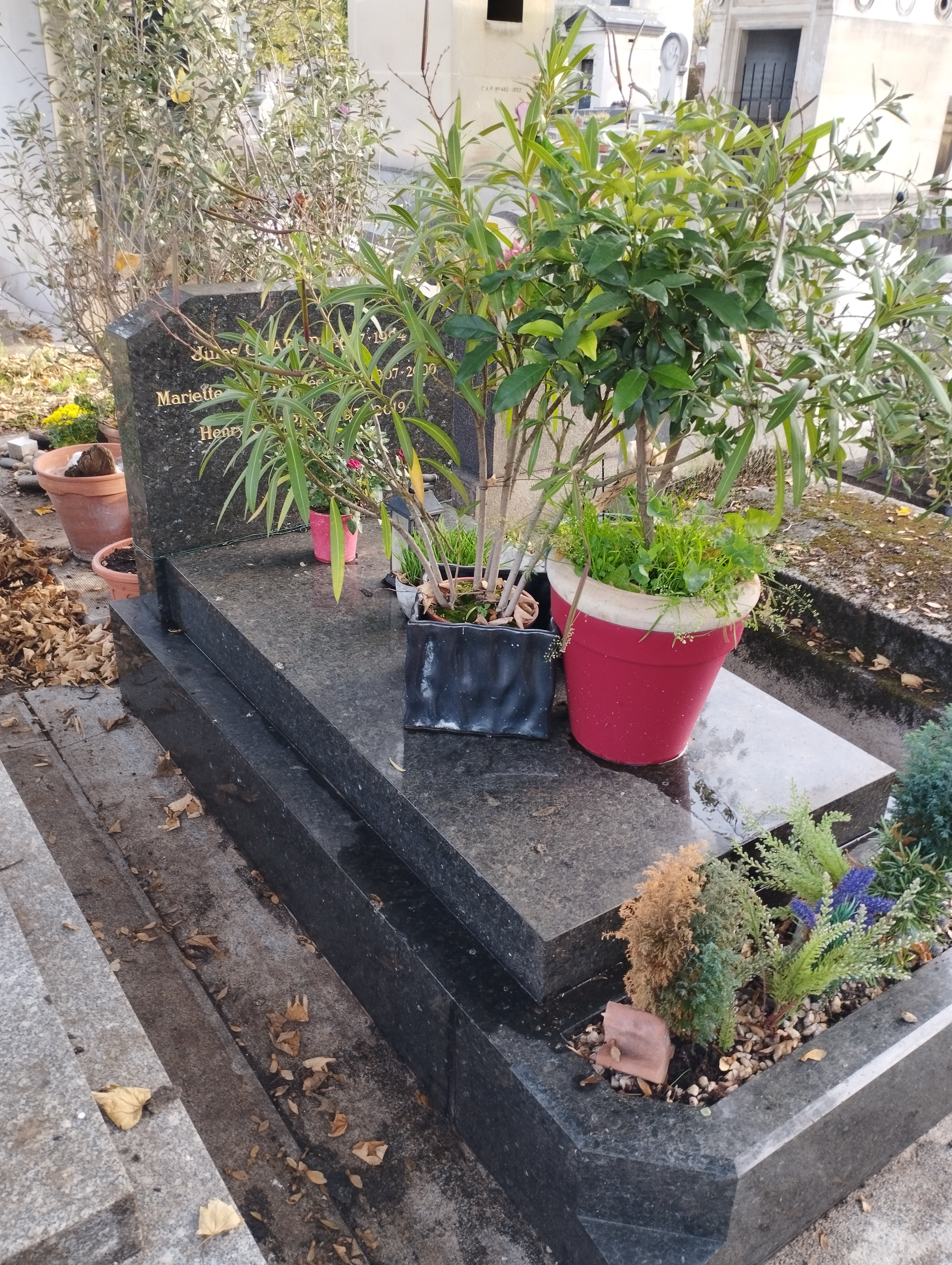
Tombe de Henry Chapier au cimetière du Montparnasse (division 8).

C'est dans les années 1950, en France, qu'il prend conscience de son homosexualité,. Il participait régulièrement aux marches des fiertés.

#### Mort
Il meurt le 26 janvier 2019 dans le 12e arrondissement de Paris,, à l'âge de 87 ans, et est inhumé au cimetière du Montparnasse dans le caveau familial, situé en plein cœur de la 8e division.

## Publications
- Louis Malle, Éditions Seghers, 1965
- Quinze ans de Combat, Éditions Julliard, 1974
- Crée ou crève, Éditions Grasset, 1978
- La Malédiction des stars, Éditions Claude Carrère
- Lartigue, 1981, éditions Belfond, 1981
- Je retourne ma veste, Éditions Claude Carrère
- Le Divan, Éditions Claude Carrère
- Sacrée Différence, Éditions Le Rocher, 1995
- Journal d'une analyse sauvage, Éditions Michel Lafon, 1996
- Portraits du Liban : un café pour l'étranger qui passe, avec Alexandre Dunoyer, Éditions L'Anneau, 1998
- Pour un cinéma de combat, Éditions Le Passage, 2003
- Il est interdit de vieillir, Éditions Publibook, 2009
- Version originale, Éditions Fayard, 2012

## Filmographie

### Réalisateur
- 1968 : Un été américain[16]
- 1970 : Sex Power[17]
- 1972 : Salut, Jérusalem[18] Sélection à la Mostra de Venise 1972[19].
- 1974 : Amore[20]

### Acteur
- 1967 : Les Idoles de Marc'O : le chef de cabinet du ministre des Armées
- 1968 : Erotissimo de Gérard Pirès : l'invité sur le bateau-mouche
- 1986 : Un homme et une femme. Vingt ans déjà de Claude Lelouch : un spectateur de 40 ans déjà
- 1997 : Comme des rois de François Velle : le critique
- 1997 : Cinématon #1842 de Gérard Courant : lui-même

## Collaborations médiatiques

### Presse écrite
- 1959 : rédacteur en chef des pages « Culture » de Combat ;
- 1974 : rédacteur en chef des pages « Culture » du Quotidien de Paris[7].

### Radio
- 1996 : Signé Chapier sur Radio Nova

### Télévision
- 1978 : éditorialiste culturel et cinématographique sur FR3,
- 1978-1994 : spécialiste cinéma de FR3/France 3,
- 1981 : rédacteur en chef de Soir 3 (FR3),
- 1987-1994 : Le Divan (FR3/France 3)

## Décorations
- Commandeur de la Légion d'honneur (2016)[21]
- Commandeur de l'ordre national du Mérite (2006)
- Commandeur de l'ordre des Arts et des Lettres (1985)
- Chevalier de l'ordre du Mérite de la République italienne‎ (1984)
- Officier de l’ordre national du Cèdre (2009)
- Médaille de la Ville de Paris, échelon vermeil (2013)